# Ptochophyle ambolosy
Ptochophyle ambolosy är en fjärilsart som beskrevs av Pierre E.L. Viette 1978. Ptochophyle ambolosy ingår i släktet Ptochophyle och familjen mätare. Inga underarter finns listade.